# 앨프리드 레논
앨프리드 레논(Alfred Lennon, 애칭은 앨프(Alf), 프레디(Freddie), 1912년 12월 14일 ~ 1976년 4월 1일)은 영국 해군 부사관 상사 예편 이후 소작농과 음식점 와인 소믈리에로 일했던 영국의 노동자로, 영국의 싱어송라이터 및 대중음악가이자 록 음악 밴드 비틀즈(Beatles)의 기타리스트 겸 보컬리스트였던 존 레논(John Lennon)의 아버지이다. 학력은 고졸이다.

## 생애

### 젊은 시절과 첫 결혼
앨프리드 레논은 리버풀에서 출생하였고 한때 프레스턴에서 잠시 유년기를 보내기도 했다. 그는 영국 해군 부사관 시절이던 1938년 12월 3일, 2세 연하의 줄리아 스탠리(Julia Stanley)와 결혼하여 2년 후 1940년 10월 9일 아들 존 레논을 얻었으며, 제2차 세계 대전이 끝나고 1년 후인 1946년 영국 해군 상사로 예편하고 노동자로 전향하였다. 같은 해에 아내 줄리아 스탠리 레논(Julia Stanley Lennon)과 별거했고 이로 인하여 그의 아들 존 레논이 이모와 이모부인 자신의 처제 부부 집과 숙부와 숙모인 자신의 남동생 부부 집을 전전하는 다소 불우한 시절을 어린 시절을 보내기도 했다.

#### 첫 아내와의 사별과 이후 재혼
앨프리드 레논은 1958년 7월 15일 아내 줄리아 스탠리 레논과 사별하였으며, 해럴드 맥밀런 총리 재임 시절이던 1959년 1월 19일에서 1960년 2월 29일까지 영국 총리실 국제노동외교행정공보비서관 직위를 지내기도 했다. 그는 장남 존 레논이 1960년 리버풀에서 미술학교를 중퇴한 것을 먼 발치에서 목도하였으며, 이듬해인 1961년에 회포를 풀기 위해 리버풀에 있는 아들 존 레논의 거처를 찾아갔다가 존으로부터 일언지하에 만남을 거절당하기도 하였다. 그는 1년 후인 1962년 존이 록 음악 밴드 비틀즈의 기타리스트 겸 보컬리스트로 데뷔한 것을 먼 발치에서 목도하였으며 53세였던 1965년에는 아마추어 취미 가수 음반을 취입하였다. 이후 1966년에 36세 연하의 폴린 존스(Pauline Jones)와 재혼하여 1969년 2월 26일에 차남 데이비드 헨리 레논(David Henry Lennon)과 1973년 10월 23일에 3남 로빈 프랜시스 레논(Robin Francis Lennon)을 얻었다.

### 별세
1976년 4월 1일 위암으로 인하여 향년 64세로 사망하였다.

## 같이 보기
- 신시아 레논
- 훌리오 이글레시아스 푸가